# Мік Г'юз
Великий Мік (англ. Big Mick), справжнє ім'я Мік Г'юз (англ. Mick Hughes) — британський звукорежисер, найбільш відомий по роботі з рок-гуртом Metallica.
Мік Г'юз провів дитинство в Бірмінгемі, Англія. З 16 років він працював з рок-гуртами, такими як Judas Priest, Black Sabbath, Led Zeppelin, Electric Light Orchestra та The Moody Blues. Спочатку він допомагав переносити обладнання, але згодом навчився працювати з електронікою, почав облаштовувати звучання концертів для невеличких гуртів. Коли Г'юзу виповнився 21 рік, він заснував власну компанію Concert Lighting, що займалася обладнанням для освітлення. Він мріяв про те, щоб професійно займатися звукорежисурою, але не мав для цього достатньо грошей.
Протягом півтора року Г'юз працював з британським рок-гуртом The Armoury Show. Наприкінці 1984 року менеджмент гурту запропонував йому допомогти американському метал-гуртові Metallica, який гастролював Європою. Після закінчення туру Міку Г'юзу запропонували постійно працювати з Metallica і він погодився. З того часу Великий Мік є основним звукоінженером живих виступів Metallica, провів з гуртом понад 25 років та облаштував понад 1600 виступів. 
Серед інших видатних досягнень Міка Г'юза — зведення концерту-воз'єднання рок-гурту Led Zeppelin 2007 року на O2 Арені в Лондоні. 